# Helophorus artus
Helophorus artus är en skalbaggsart som beskrevs av Ales Smetana 1985. Helophorus artus ingår i släktet Helophorus och familjen halsrandbaggar. Inga underarter finns listade i Catalogue of Life.